# Dinar croate
Pour les articles homonymes, voir HRD.
Le dinar croate (HRD selon la norme ISO 4217) a été l'unité monétaire de la Croatie du 23 décembre 1991 au 30 mai 1994, en remplacement du dinar yougoslave.

## Histoire du dinar croate
Le dinar croate a remplacé fin 1991 le dinar yougoslave à parité égale. Ce fut une unité monétaire de transition introduite à la suite de la déclaration d'indépendance de la Croatie par rapport à la Yougoslavie. Durant son existence, le dinar a été dévalué d'un facteur de 70. Le dinar a été remplacé par la kuna en 1994 à la valeur de 1 kuna = 1000 dinars.

## Les pièces de monnaie croates
Aucune pièce de monnaie en dinar croate n'a été frappée

## Les billets de banque croates
- Catalog of contemporary Croatian money
- Catalogue des billets de banque et de la Galerie de la Croatie
- (en + de) « Billets historiques de Croatie », Heiko Otto (consulté le 2 mai 2018)